# Jodocus Balthasar Arnd
Jodocus Balthasar Arnd (* 20. Mai 1791 in Fulda; † 28. Januar 1848 ebenda) war ein deutscher Pädagoge und Mitglied der kurhessischen Ständeversammlung.

## Leben
Jodocus Balthasar Arnd war ein Sohn des Fuldaer Schreinermeisters und Subsenators Georg Ignaz Arnd (1763–1827) und dessen Ehefrau Maria Katharina geb. Vollmar (1765–1805). Er war als Professor der Mathematik und der Naturwissenschaften am Gymnasium Fulda tätig, als er ein Mandat für die kurhessische Ständeversammlung erhielt. Diese wurde nach den Unruhen der Jahre 1830/1831 zum Zweck der Verabschiedung einer Verfassung konstituiert und löste faktisch die Landstände der Landgrafschaft Hessen ab. Das Parlament bestand aus 53 Abgeordneten: 20 Sitze waren für die Prinzen des Herrscherhauses, die Standesherren, die Prälaten und die Ritter bestimmt, 17 Abgeordnete waren Vertreter der Städte und 16 Vertreter der Bauern. 
Arnd war als Vertreter der gemäßigt Liberalen vom 11. November 1833 bis zum 6. April 1835 in dem Parlament. 1834 ließ er sich vom Abgeordneten Johannes Heinrich Peter vertreten. 1836 erhielt er wiederum ein Mandat; die Wahl wurde von der Regierung allerdings nicht genehmigt. Für den 8. Landtag war er als Vertreter von Schlüchtern nominiert; diese Wahl wurde von den Vertretern der Stände nicht anerkannt.